# Bocian garbaty
Bocian garbaty (Ciconia stormi) – gatunek dużego ptaka z rodziny bocianów (Ciconiidae), zamieszkujący Azję Południowo-Wschodnią. Zagrożony wyginięciem.
TaksonomiaNie wyróżnia się podgatunków. Dawniej bocian garbaty sam uznawany był za podgatunek bociana białoszyjego (Ciconia episcopus).
MorfologiaOsiąga 75–91 cm długości, charakteryzując się sylwetką z wyraźnie zaznaczonym garbem. Upierzenie biało-czarne. Nogi i dziób czerwone. Pomarańczowa, goła skóra twarzy. Żółta skóra oczodołu. Osobniki obu płci są podobne. Upierzenie młodych jest bardziej matowe.
WystępowanieZasiedla podmokłe, bagniste tereny leśne Indonezji (Borneo, Sumatra i sąsiednie wyspy) oraz Półwyspu Malajskiego. Unika otwartych przestrzeni.
LęgiGniazduje samotnie. Buduje wysoko na drzewie duże gniazdo z gałązek, w środku wyścielone suchymi liśćmi i puchem. Gniazdo jest wykorzystywane w kolejnych latach. Samica znosi zwykle dwa, rzadziej trzy jaja. Inkubacja trwa 25–28 dni, a zajmują się nią oboje rodzice. Pisklętami opiekuje się samica, ale karmione są przez oboje rodziców. Młode są w pełni opierzone po 52–57 dniach od wyklucia, ale zdolność do lotu uzyskują dopiero po około 90 dniach od wyklucia.
PożywienieŻeruje w bagnistych lasach lub na błotnistych brzegach rzek i jezior, najczęściej pojedynczo lub w parach, rzadziej w małych grupach po 7–12 osobników. Żywi się głównie rybami, ale zjada również żaby, gady i duże owady. Dzięki długim nogom brodzi w wodzie lub wysokiej trawie i chwyta ofiary z wody lub ziemi długim, spiczastym dziobem.
StatusW Czerwonej księdze gatunków zagrożonych Międzynarodowej Unii Ochrony Przyrody (IUCN) bocian garbaty od 1994 roku uznawany jest za gatunek zagrożony (EN – Endangered). Liczebność światowej populacji szacuje się na zaledwie 260–330 dorosłych osobników. Jej trend uznawany jest za silnie spadkowy ze względu na utratę i fragmentację siedlisk leśnych głównie z powodu wycinki w celu pozyskania drewna oraz przekształcania tych terenów w plantacje olejowca gwinejskiego.